# Cirrhitops hubbardi
Cirrhitops hubbardi és una espècie de peix carnívor pertanyent a la família dels cirrítids.

## Descripció
- Pot arribar a fer 25 cm de llargària màxima.[6][7]

## Hàbitat
És un peix marí, de clima temperat i associat als esculls de corall i rocallosos.

## Distribució geogràfica
Es troba al Pacífic occidental: des de les illes Ogasawara fins a Oceania, llevat de les illes Hawaii.

## Observacions
És inofensiu per als humans.